# Schoenus efoliatus
Schoenus efoliatus är en halvgräsart som beskrevs av Ferdinand von Mueller. Schoenus efoliatus ingår i släktet axagssläktet, och familjen halvgräs. Inga underarter finns listade i Catalogue of Life.